# Trochanteriidae
Los trocantéridos (Trochanteriidae) son una familia de arañas araneomorfas, que forman parte de los gnafosoideos (Gnaphosoidea), una superfamilia formada por siete familias entre las que destacan por su número de especies Gnaphosidae y Prodidomidae.

## Distribución
Muchos de sus géneros son endémicos de Australia. Platyoides walteri, fue introducida en Australia. Unos pocos géneros se encuentran en Sur América, Asia o África.

## Sistemática
Con la información recogida hasta el 31 de diciembre de 2011, esta familia cuenta con 152 especies descritas comprendidas en 19 géneros:
- Boolathana Platnick, 2002 (Australia)
- Desognaphosa Platnick, 2002 (Australia)
- Doliomalus Simon, 1897 (Chile)
- Fissarena Henschel, Davies & Dickman, 1995 (Australia)
- Hemicloeina Simon, 1893 (Australia)
- Longrita Platnick, 2002 (Australia)
- Morebilus Platnick, 2002 (Australia)
- Olin Deeleman-Reinhold, 2001 (Célebes, Isla Christmas)
- Plator Simon, 1880 (China, India, Corea, Japón)
- Platorish Platnick, 2002 (Australia)
- Platyoides O. P-Cambridge, 1890 (África, Madagascar)
- Pyrnus Simon, 1880 (Australia, Nueva Caledonia)
- Rebilus Simon, 1880 (Australia)
- Tinytrema Platnick, 2002 (Australia)
- Trachycosmus Simon, 1893 (Australia)
- Trachyspina Platnick, 2002 (Australia)
- Trachytrema Simon, 1909 (Australia)
- Trochanteria Karsch, 1878 (Sur América)